# Budnick Hill
Der Budnick Hill ist ein 31 m hoher und abgerundeter Hügel an der Budd-Küste des ostantarktischen Wilkeslands. Er ragt zwischen der Crane Cove und der Geoffrey Bay an der Südseite er Newcomb Bay auf und ist über eine schmale Landzunge mit dem nördlichen Abschnitt der Bailey-Halbinsel verbunden.
Kartiert wurde der Hügel anhand von Luftaufnahmen der US-amerikanischen Operation Highjump (1946–1947). Das Antarctic Names Committee of Australia (ANCA) benannte ihn nach Keith Budnick, Geodät auf der Wilkes-Station im Rahmen der Australian National Antarctic Research Expeditions im Jahr 1964, der auf dem Gipfel des Hügels eine trigonometrische Beobachtungsstation errichtete.